# Villers-Canivet
Pour les articles homonymes, voir Villers et Canivet.
Villers-Canivet est une commune française située dans le département du Calvados en région Normandie, peuplée de 725 habitants.

## Géographie
La commune est en campagne de Falaise. Son bourg est à 7 km au nord-ouest de Falaise et à 19 km à l'est de Thury-Harcourt.
| Ussy          | Bons-Tassilly                       | Bons-Tassilly        |
| Ussy, Leffard | Villers-Canivet                     | Soulangy             |
| Leffard       | Martigny-sur-l'Ante, Noron-l'Abbaye | Saint-Pierre-Canivet |

### Hydrographie
La commune est située dans le bassin Seine-Normandie. Elle est drainée par le Laizon, le ruisseau du Cassis, le ruisseau de la Moussaye, le cours d'eau 03 de l'Epinette, le cours d'eau 01 du Château de Torp, le canal 01 de la commune de Villers-Canivet et divers autres petits cours d'eau,.
Le Laizon, d'une longueur de 39 km, prend sa source dans la commune  et se jette  dans la Dives à Saint-Ouen-du-Mesnil-Oger, après avoir traversé 16 communes. 

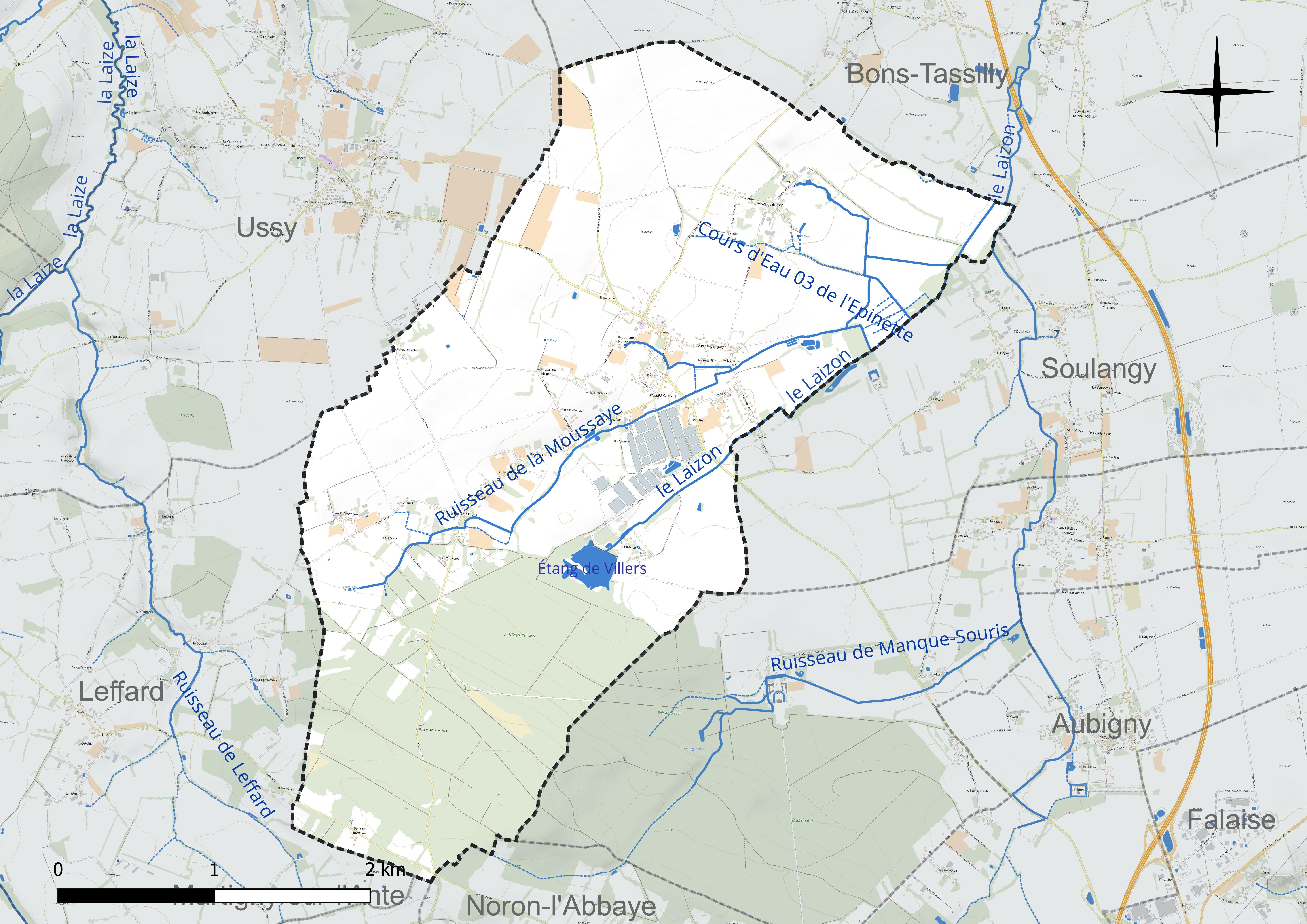
Réseau hydrographique de Villers-Canivet.

Un plan d'eau complète le réseau hydrographique : l'étang de Villers (6,1 ha),.

### Climat
Pour des articles plus généraux, voir Climat de la Normandie et Climat du Calvados.
En 2010, le climat de la commune est de type climat océanique altéré, selon une étude du CNRS s'appuyant sur une série de données couvrant la période 1971-2000. En 2020, Météo-France publie une typologie des climats de la France métropolitaine dans laquelle la commune est exposée à un climat océanique et est dans la région climatique Normandie (Cotentin, Orne), caractérisée par une pluviométrie relativement élevée (850 mm/a) et un été frais (15,5 °C) et venté. Parallèlement le GIEC normand, un groupe régional d'experts sur le climat, différencie quant à lui, dans une étude de 2020, trois grands types de climats pour la région Normandie, nuancés à une échelle plus fine par les facteurs géographiques locaux. La commune est, selon ce zonage, exposée à un « climat contrasté des collines », correspondant au Bocage normand, bien arrosé, voire très arrosé sur les reliefs les plus exposés au flux d'ouest, et frais en raison de l'altitude.
Pour la période 1971-2000, la température annuelle moyenne est de 10,3 °C, avec  une amplitude thermique annuelle de 12,8 °C. Le cumul annuel moyen de précipitations est de 768 mm, avec 12,3 jours de précipitations en janvier et 7,5 jours en juillet. Pour la période 1991-2020, la température moyenne annuelle observée sur la station météorologique la plus proche, située sur la commune de Damblainville à 11 km à vol d'oiseau, est de 11,6 °C et le cumul annuel moyen de précipitations est de 716,8 mm,. Pour l'avenir, les paramètres climatiques de la commune estimés pour 2050 selon différents scénarios d'émission de gaz à effet de serre sont consultables sur un site dédié publié par Météo-France en novembre 2022.

## Urbanisme

### Typologie
Au 1er janvier 2024, Villers-Canivet est catégorisée commune rurale à habitat dispersé, selon la nouvelle grille communale de densité à 7 niveaux définie par l'Insee en 2022.
Elle est située hors unité urbaine. Par ailleurs la commune fait partie de l'aire d'attraction de Caen, dont elle est une commune de la couronne,. Cette aire, qui regroupe 296 communes, est catégorisée dans les aires de 200 000 à moins de 700 000 habitants,.

### Occupation des sols
L'occupation des sols de la commune, telle qu'elle ressort de la base de données européenne d'occupation biophysique des sols Corine Land Cover (CLC), est marquée par l'importance des territoires agricoles (70,5 % en 2018), une proportion sensiblement équivalente à celle de 1990 (70,9 %). La répartition détaillée en 2018 est la suivante : 
terres arables (51,6 %), forêts (23,9 %), prairies (13,1 %), zones agricoles hétérogènes (5,9 %), zones urbanisées (5,6 %). L'évolution de l'occupation des sols de la commune et de ses infrastructures peut être observée sur les différentes représentations cartographiques du territoire : la carte de Cassini (XVIIIe siècle), la carte d'état-major (1820-1866) et les cartes ou photos aériennes de l'IGN pour la période actuelle (1950 à aujourd'hui).

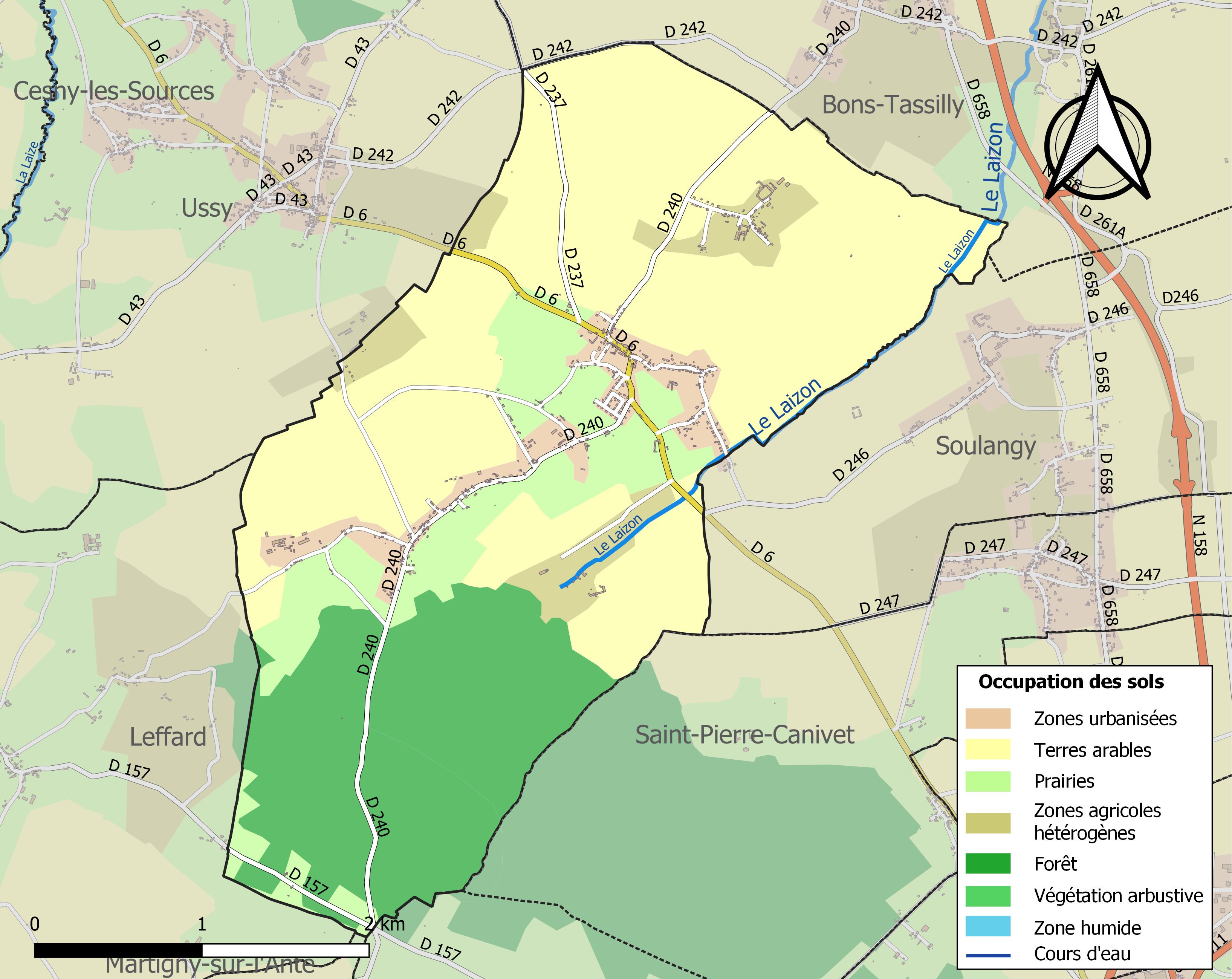
Carte des infrastructures et de l'occupation des sols de la commune en 2018 (CLC).

## Toponymie
Le nom de la localité est attesté sous la forme Villaris en 1050, Villers Canivet en 1793, Villiers-Canivet en 1801.
Le toponyme Villers, très usuel au Moyen Âge, est issu du bas latin villare, « village ».
Le déterminant complémentaire Canivet se retrouve aussi dans Saint-Pierre-Canivet, commune voisine. Il correspond peut-être à un type gallo-roman *CANABETU, basé sur le nom du chanvre sous une forme dialectale normande et ultimement issu du latin cannabis « chanvre » et du suffixe à valeur collective -etum, d'où le sens de « plantation de chanvre », « lieu où pousse le chanvre ».
Le gentilé est Villersois.
Torp (cf. Torp) est un toponyme issu de l'ancien scandinave Þorp pouvant avoir le sens d'habitation ou de groupe de fermes isolées.

## Histoire
En 1828, Villers-Canivet (641 habitants en 1821) absorbe Torp (85 habitants).

## Politique et administration
| Période                                  | Période   | Identité         | Étiquette | Qualité                        |
| ---------------------------------------- | --------- | ---------------- | --------- | ------------------------------ |
| 1989                                     | mars 2008 | Denis Delasalle  | PS        | Conseiller général (2004-2005) |
| mars 2008                                | En cours  | Jean-Louis Bonne | SE        | Agriculteur                    |
| Les données manquantes sont à compléter. |           |                  |           |                                |

Le conseil municipal est composé de quinze membres dont le maire et trois adjoints.

## Démographie
L'évolution du nombre d'habitants est connue à travers les recensements de la population effectués dans la commune depuis 1793. Pour les communes de moins de 10 000 habitants, une enquête de recensement portant sur toute la population est réalisée tous les cinq ans, les populations de référence des années intermédiaires étant quant à elles estimées par interpolation ou extrapolation. Pour la commune, le premier recensement exhaustif entrant dans le cadre du nouveau dispositif a été réalisé en 2008.
En 2022, la commune comptait 725 habitants, en évolution de −8,34 % par rapport à 2016 (Calvados : +1,58 %, France hors Mayotte : +2,11 %).
Villers-Canivet a compté jusqu'à 721 habitants en 1831, mais les deux communes de Villers-Canivet et Torp, fusionnées en 1828, totalisaient 753 habitants en 1806 (652 et 101).
| 1793 | 1800 | 1806 | 1821 | 1831 | 1836 | 1841 | 1846 | 1851 |
| ---- | ---- | ---- | ---- | ---- | ---- | ---- | ---- | ---- |
| 625  | 567  | 652  | 641  | 721  | 688  | 709  | 687  | 670  |

| 1856 | 1861 | 1866 | 1872 | 1876 | 1881 | 1886 | 1891 | 1896 |
| ---- | ---- | ---- | ---- | ---- | ---- | ---- | ---- | ---- |
| 651  | 637  | 601  | 548  | 558  | 534  | 528  | 506  | 501  |

| 1901 | 1906 | 1911 | 1921 | 1926 | 1931 | 1936 | 1946 | 1954 |
| ---- | ---- | ---- | ---- | ---- | ---- | ---- | ---- | ---- |
| 495  | 444  | 427  | 407  | 396  | 371  | 359  | 351  | 435  |

| 1962 | 1968 | 1975 | 1982 | 1990 | 1999 | 2006 | 2008 | 2013 |
| ---- | ---- | ---- | ---- | ---- | ---- | ---- | ---- | ---- |
| 452  | 460  | 459  | 476  | 502  | 497  | 667  | 716  | 766  |

| 2018 | 2022 | - | - | - | - | - | - | - |
| ---- | ---- | - | - | - | - | - | - | - |
| 750  | 725  | - | - | - | - | - | - | - |

| 1793 | 1800 | 1806 | 1821 |
| ---- | ---- | ---- | ---- |
| 113  | 103  | 101  | 85   |

## Culture locale et patrimoine

### Lieux et monuments
- Ancienne abbaye cistercienne de Villers-Canivet, dite abbaye aux Dames, en partie du XIVe siècle, inscrite au titre des monuments historiques par arrêté du 24 mars 1994[33].
- Église Saint-Vigor en partie du XIe siècle, classée au titre des monuments historiques par arrêté du 6 juillet 1946[34]. Elle abrite un lutrin du XVIIe siècle classé au titre objet.
- L'église de Torp, dédiée à la Sainte-Vierge, inscrite au titre des monuments historiques par arrêté du 17 juin 2003[35]. Un audioguide disponible via QR code est aujourd'hui disponible pour suivre une visite extérieur du bâtiment[36].
- Mairie, ancienne maison de maitre du début du XIXe siècle, puis presbytère. Sa destination actuelle date du milieu du XXe siècle[37].
- Menhir de la Grurie. Cette roche de quartz blanc située en plein champ, au nord du hameau de la Grurie serait le vestige d'un mégalithe plus important[38].
- Vestiges d'une motte féodale dans le bois de Villiers, au lieu-dit La vieille-motte. le tertre est flanqué d'une basse-cour[39].
- Bois royal de Villers.

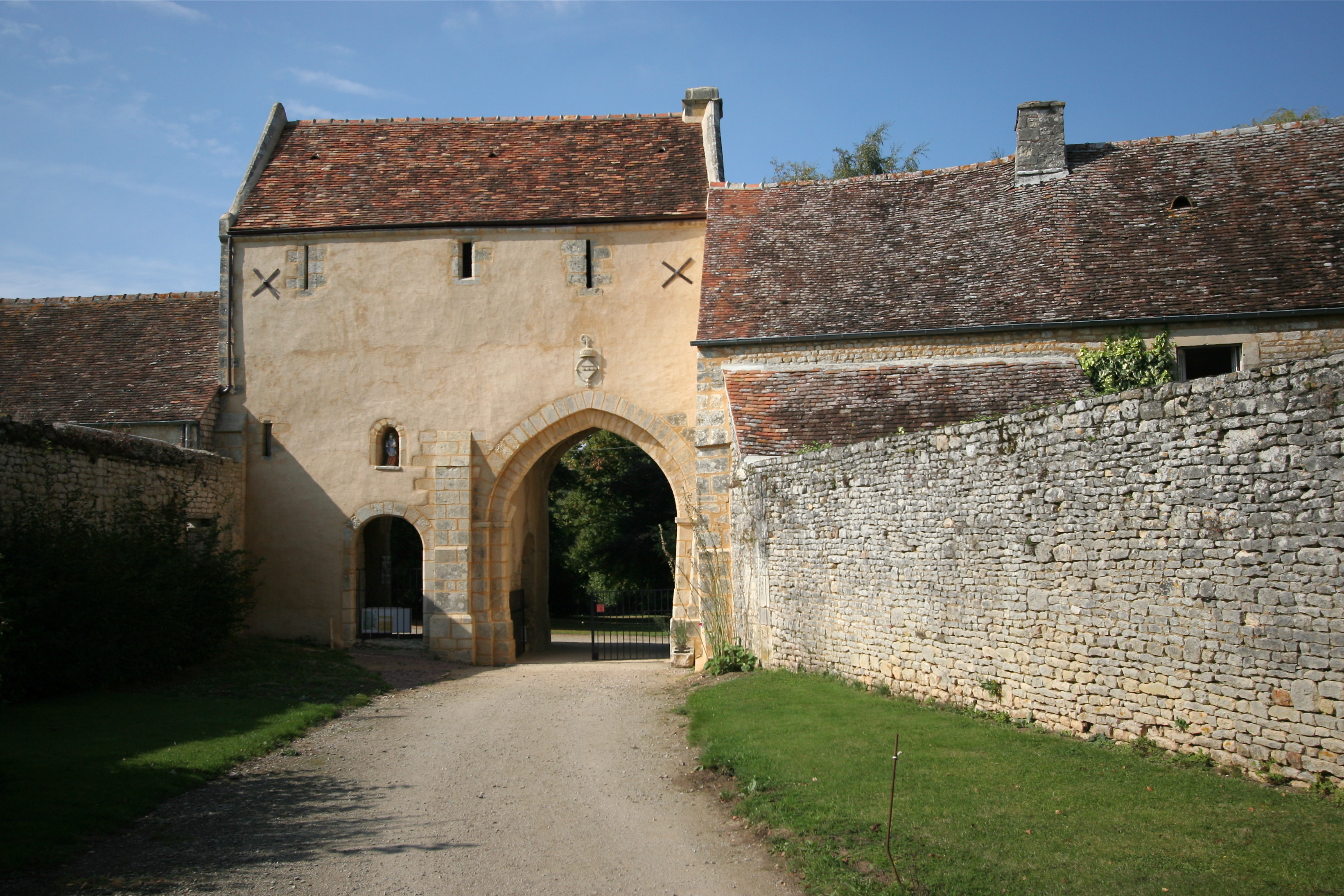
L'entrée de l'abbaye.
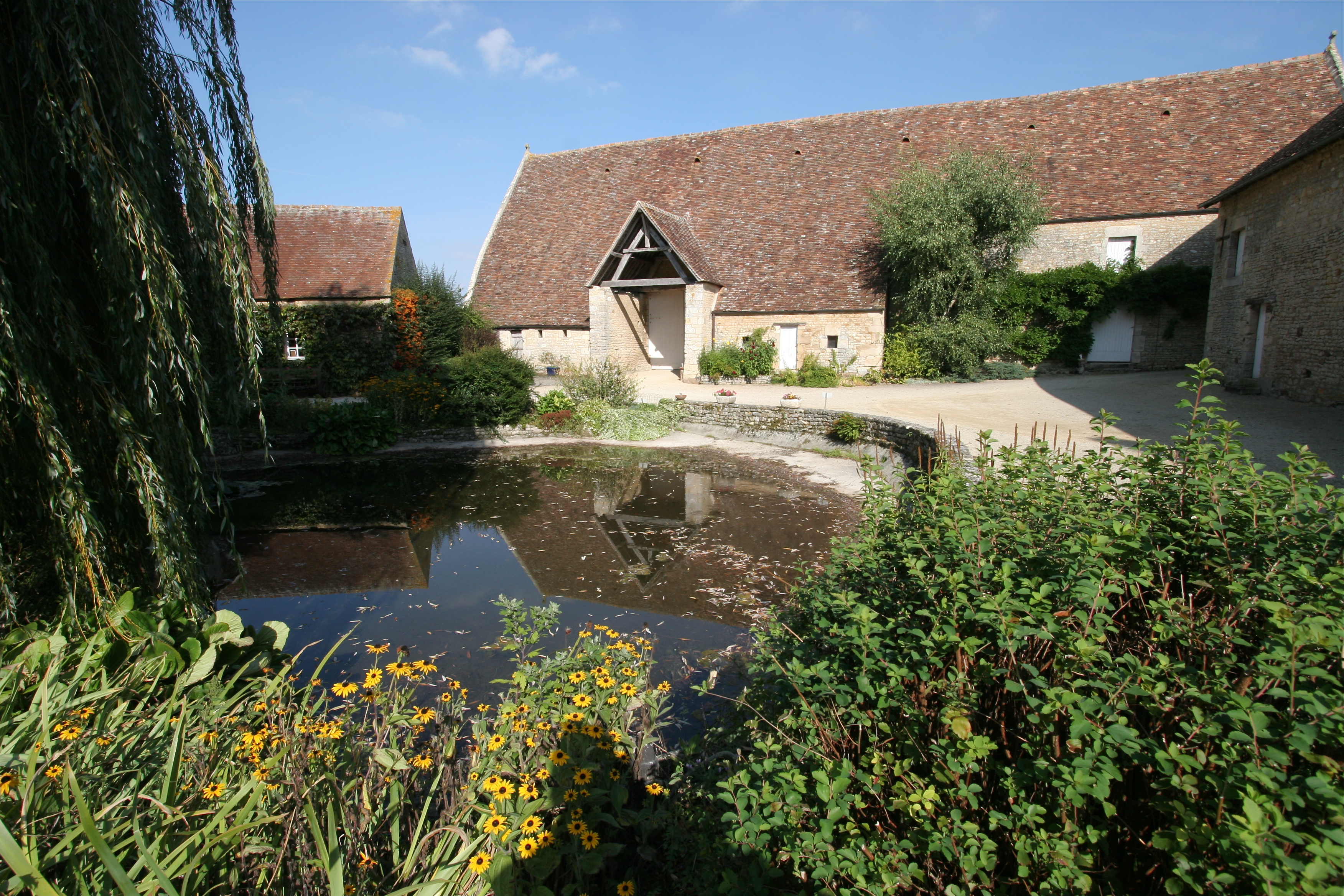
La cour de l'abbaye.
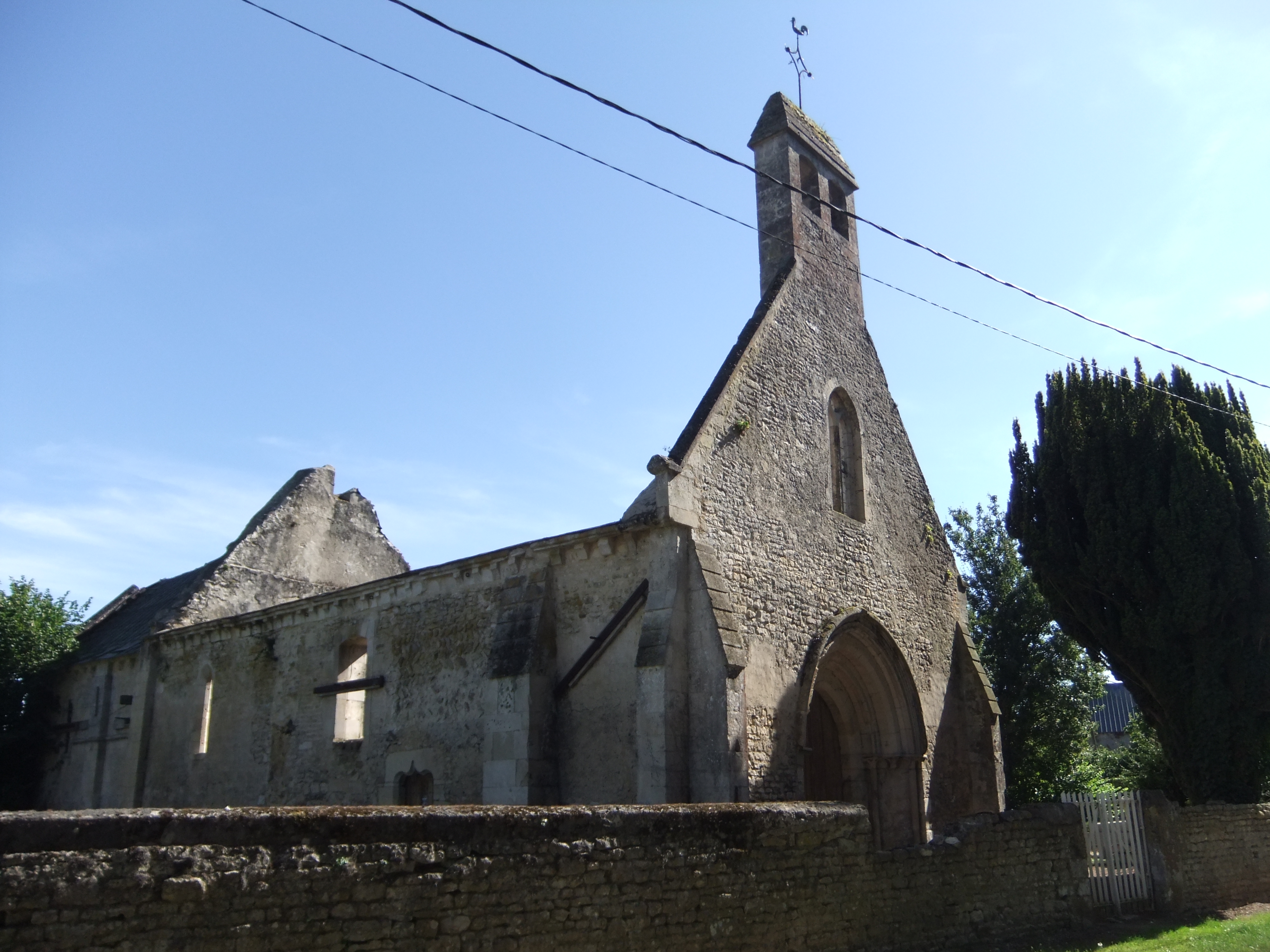
La chapelle de Torp.
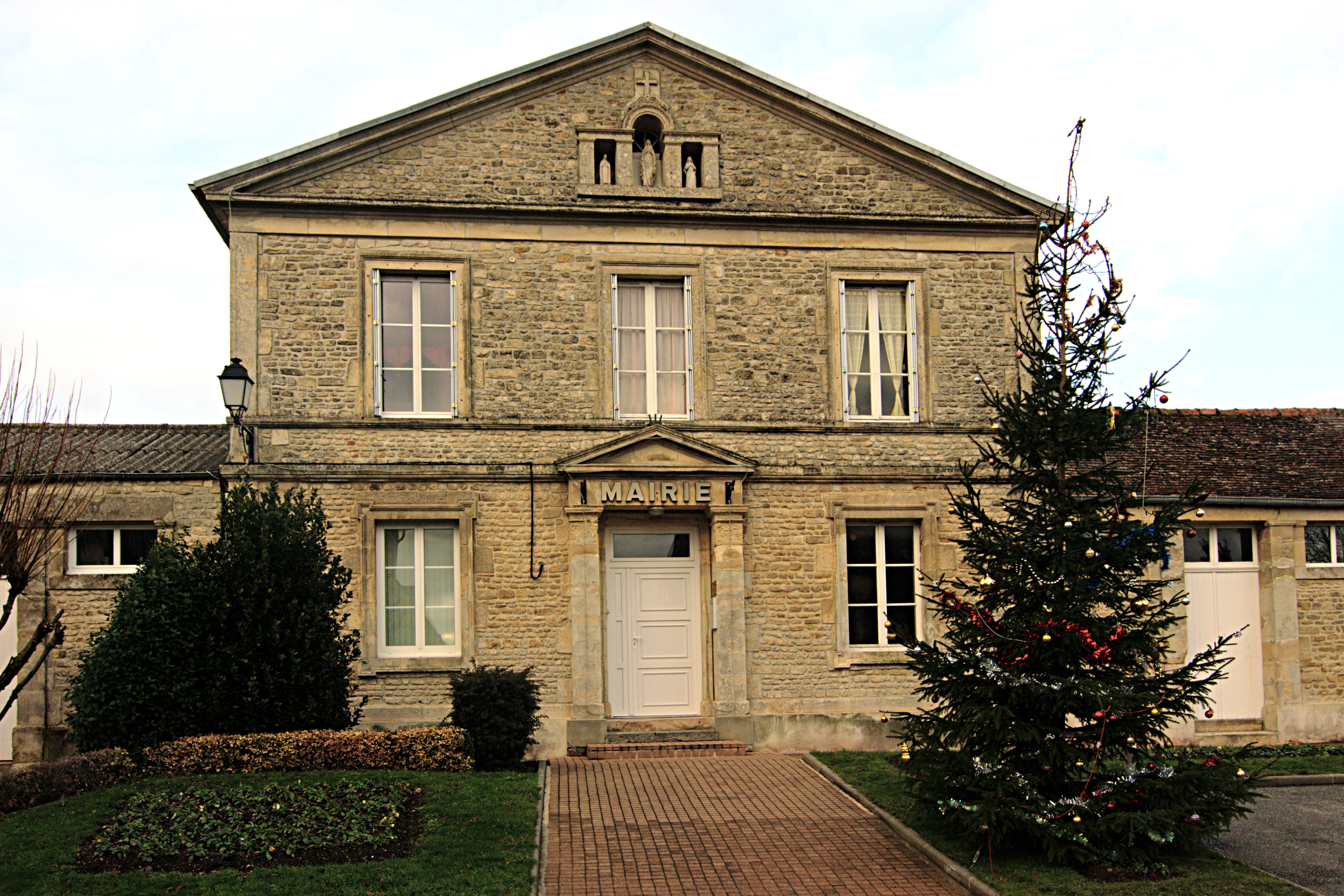
La mairie.
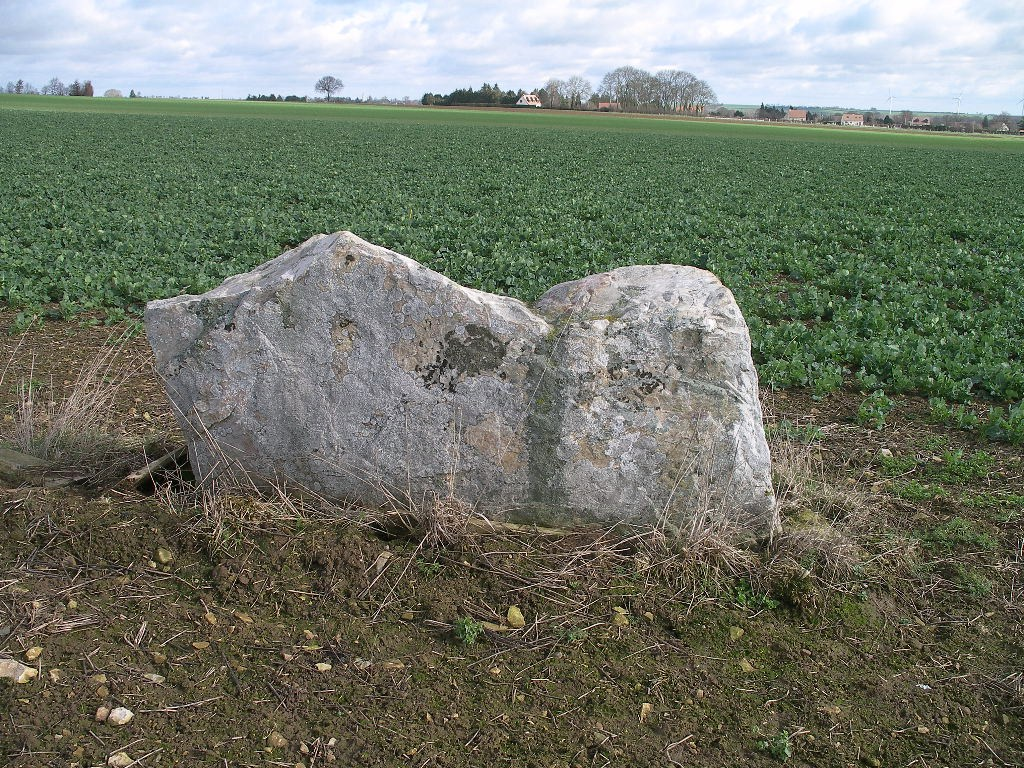
Le menhir de la Grurie.
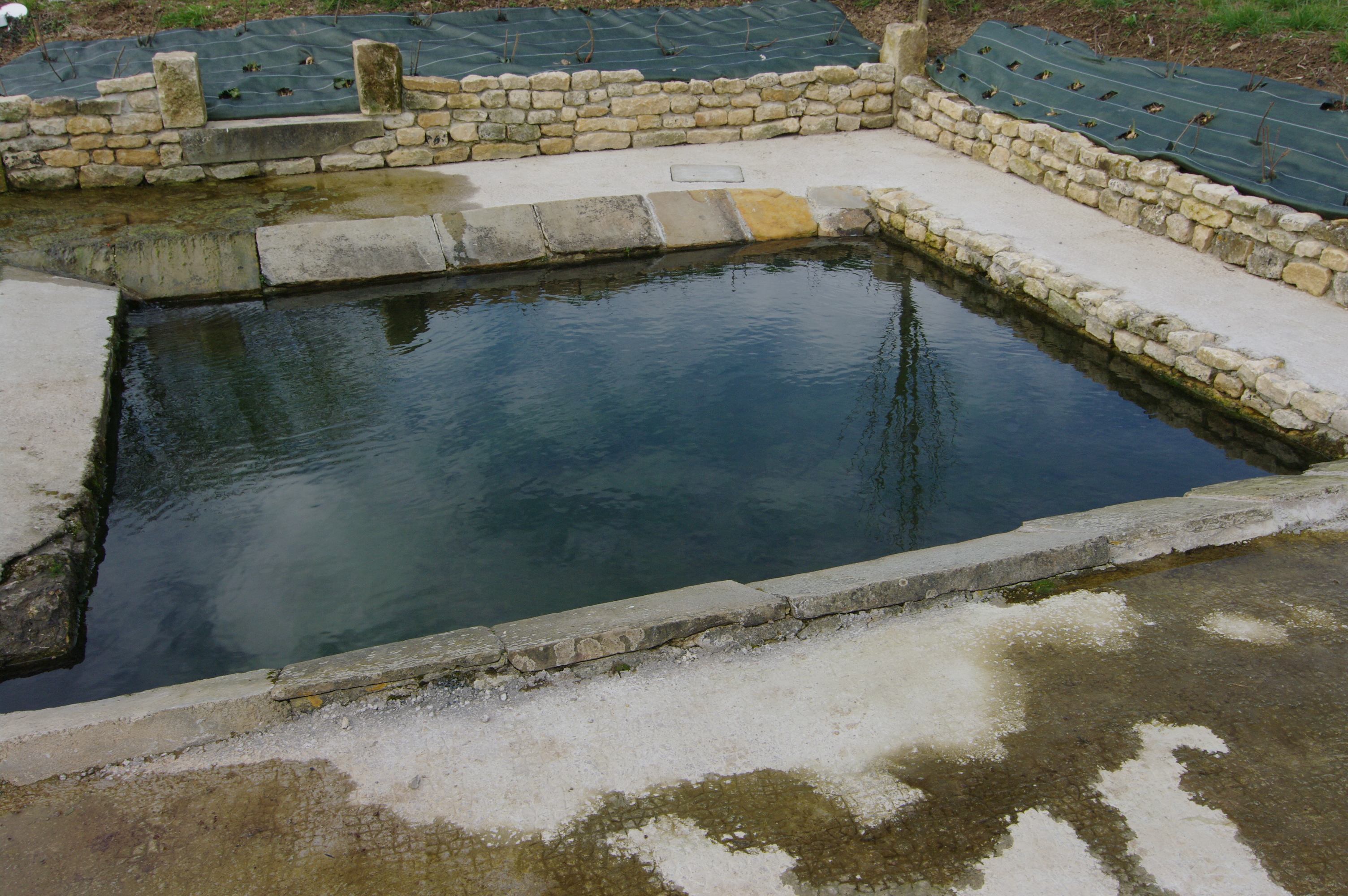
Le lavoir.
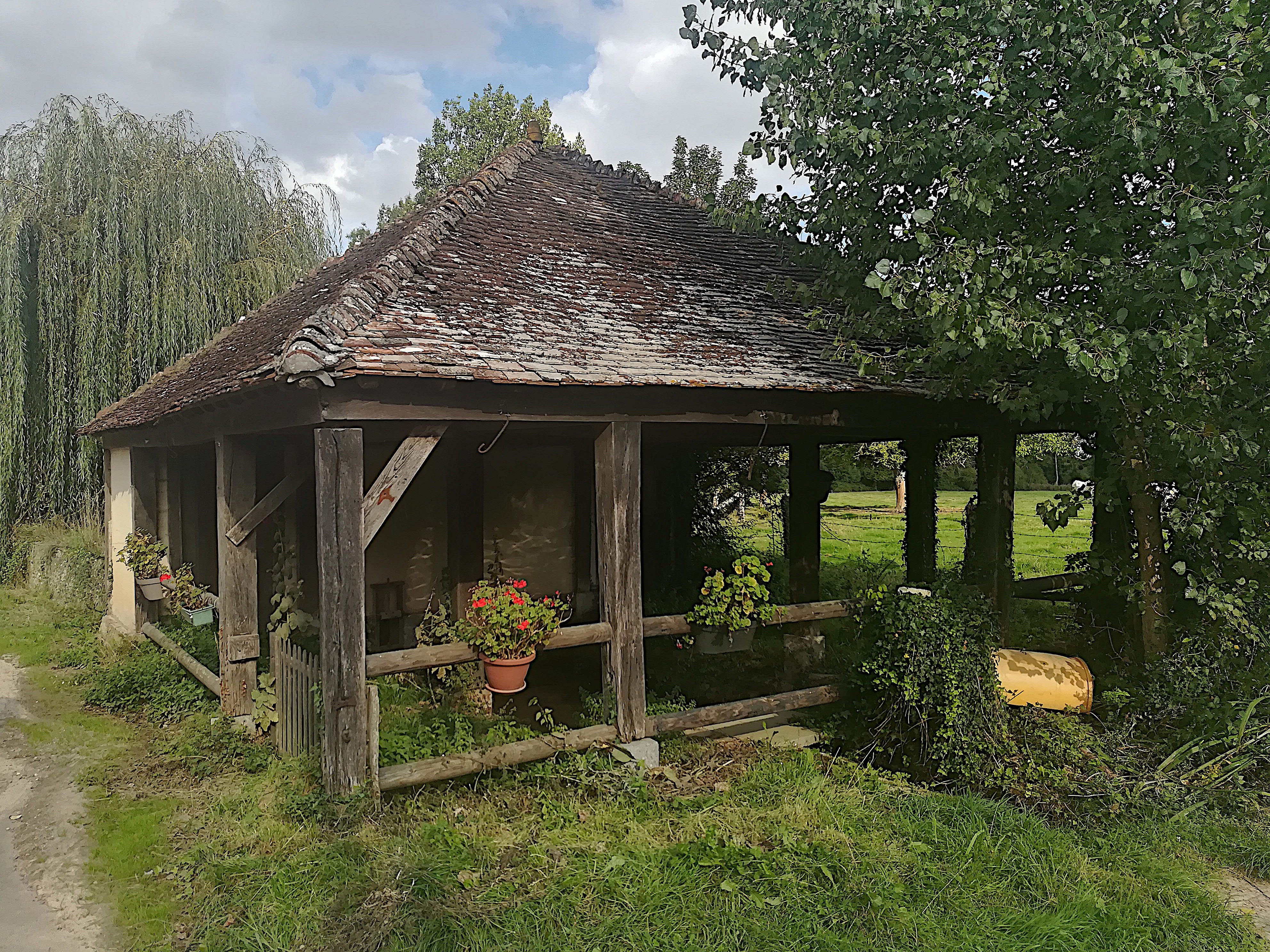
Le lavoir du hameau de Torp.

### Héraldique
| Blason de Villers-Canivet | Blason  | Coupé : au 1er parti au I de gueules à deux léopards d'or, armés et lampassés d'azur, l'un au-dessus de l'autre, au II d 'azur à trois cloches, deux en chef d'argent et une en pointe d'or, au 2e de sinople au dragon passant d'argent. |
| Blason de Villers-Canivet | Détails | Les deux léopards d'or des armoiries de Villers-Canivet rappellent les armoiries de la Normandie. Adopté en 2016. |